# ホンダ・モトコンポ
モトコンポ (MOTOCOMPO) は、かつて本田技研工業が製造販売した排気量49ccの原動機付自転車。
車名は「モータバイク=モト」と、当時流行っていたオーディオの「コンポ」を合わせ「持ち運びのできるモト」という意味がある。

## 概要
同社のコンパクトカー「シティ」（初代）のトランクルームに積めるというコンセプトで開発された。1981年10月29日発表、同年11月11日発売で、初代シティと同時発表同時発売である。当時の販売価格は8万円。当初から四輪のシティと二輪のモトコンポを同時並行で開発しており、ユニークな試みとして注目された。

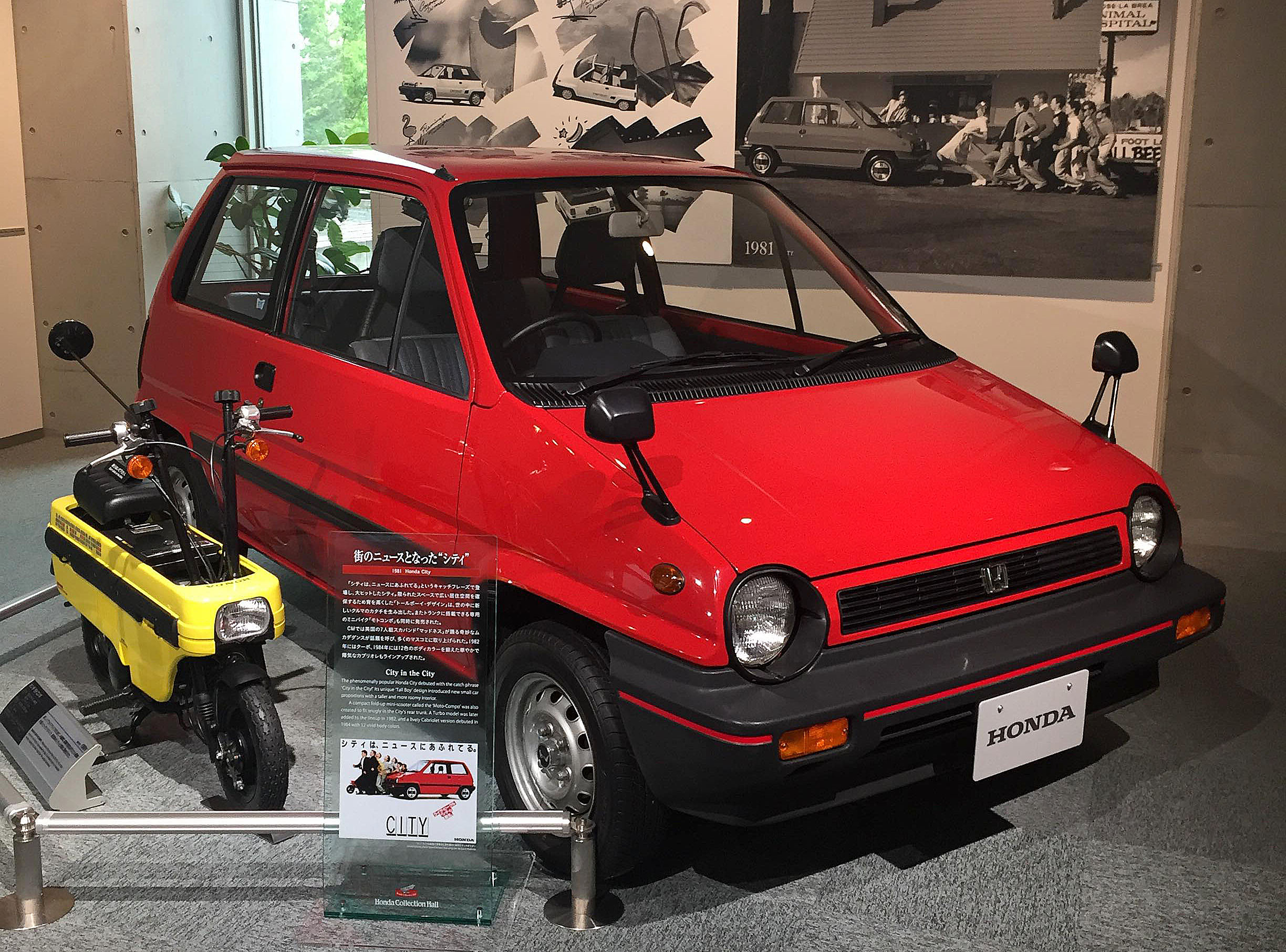
ホンダ・シティと並べて展示されているモトコンポ

キャンプ場やサーキットなどに自動車で移動した後、目的地で自由に行動する事を目的として開発された。数か月前に類似コンセプトで開発スタートしたスカッシュ（モンスク、モンキースクータ）とは開発責任者が異なる。
全長1,185 mm、乾燥重量42 kgと小柄で軽量な上、ハンドルとシートとステップは折りたたんで箱形のボディーに収納でき、シティのラゲッジスペースに横倒しにして搭載できるオートバイである。実際モトコンポには横倒し車載時のために↑向きの注意を促すステッカーが貼ってあった。出力2.5 PS / 5,000 rpmの2ストロークエンジンを搭載する。加速は同時期発売のロードパルと同程度、最高速度は45 km/h程度であった。

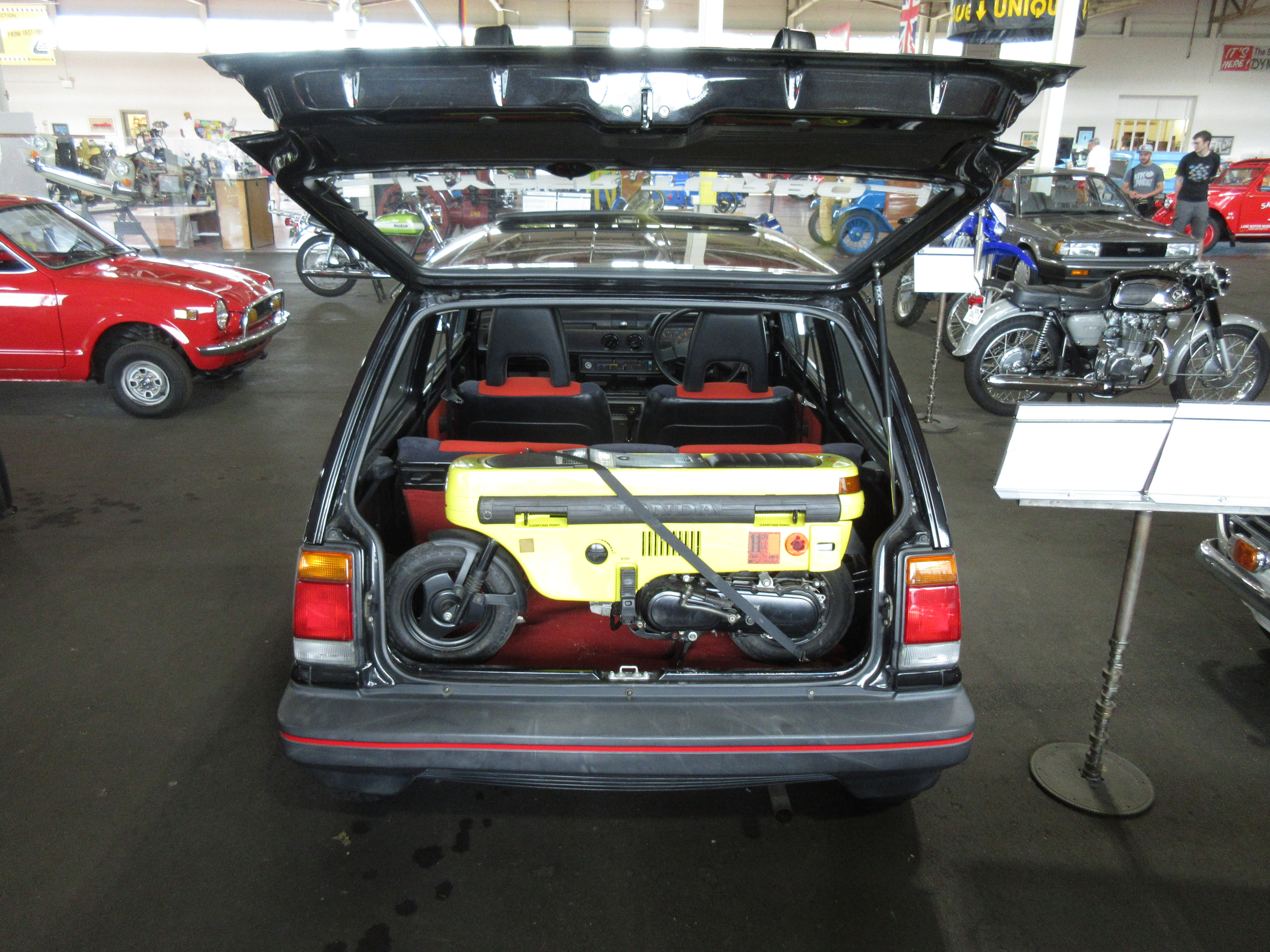
モトコンポを収納した状態

走行中に縦・横・斜めへと揺れる車両のラゲッジスペースに積載されるという前提があったため、開発は非常に難航したが、新機構の塊として完成され、クリスマスシーズン直前に発売された。6面にそれぞれの方向からモトコンポを見た絵が描かれたダンボール箱入りで販売された。
大変ユニークな製品であったが、販売当時は売れ残りが続出した。TVCMなどにおけるイメージの影響で、シティの“おまけ”と思われていたためとも言われている。このため、在庫処分に廉価販売された車両もあった。5万台以上が生産されたが、1985年（昭和60年）に生産を終了した。
トランクサイズに収まる折り畳み式超小型スクーターの先例としては、1952年（昭和27年）にフランスで開発されて数カ国でライセンス生産された「バルモビル(nl:Valmobile)」が著名な例として存在し、日本でもスクーターメーカーとして一時有力であった平野製作所が1960年から輸出向けにライセンスを得て「ヒラノ・バルモビル」として少数を生産している。だがバルモビルが、フロントのハンドルやフロントタイヤ周りをトランクケース型ボディから取り出して外付け組み立てする必要があったのに対し、モトコンポは前後タイヤやドライブトレーン、フロントフォークなどが最初から部分露出状態で、地上に降ろしてから最低限の収納部を引き出して素速く使用できる設計になっており、実用性では長足の進歩を遂げていた。

## 生産終了後の人気
そのユニークな特徴から、漫画やアニメなどに登場することが多く、生産終了後に人気が高まり、マニア層からは息の長い人気が続いた。特に漫画『逮捕しちゃうぞ』は、モトコンポの生産終了後の作品（1985年が最終年式であるのに対し1986年開始の作品）であるにもかかわらず、強い印象を与えた。
ネットオークションなどでは当時の販売価格以上の値がつくことも多々あり、特に改造された高性能な車両は高値で取引されている。エンジンの非力さに起因する加速や最高速度の不満を解消すべく、購入後に大幅な改造を試みる者も多く、ロードパルSの2段変速機への部品交換（アニメ『逮捕しちゃうぞ』に登場するモトコンポにおいても同様の演出が見られる。第4話「on the road AGAIN」では、作中で実際に変速音が聞こえている）や、乗せ変えやすさからカレンのエンジンに換装することが多い。
また、高性能エンジンへの載せ換えは、ホンダDioシリーズや、ヤマハJOGシリーズのエンジンを使用したものが数多く見られる。中には、ホンダフリーウェイの250ccエンジンを搭載した車両がネットに紹介されたこともある。Dioのエンジンを載せてチューニングを施したマシンにおいては、サーキット走行で90km/h程度の最高速度を記録した記事が月刊オートバイに掲載された。
同様のコンセプトの電動アシスト自転車としては、同社から2001年に発売されたステップコンポシリーズがある。